# Plaid (azienda)
Plaid è una società di servizi finanziari con sede a San Francisco, in California. L'azienda costruisce una rete di trasferimento dati che alimenta i prodotti Fintech e di finanza digitale.
La piattaforma tecnologica prodotta da Plaid, consente alle applicazioni di connettersi con i conti bancari degli utenti. Permette ai consumatori e alle aziende di interagire con i propri conti bancari, controllare i saldi ed effettuare pagamenti tramite diverse applicazioni di tecnologia finanziaria. L'azienda opera negli Stati Uniti, Canada, Regno Unito, Francia, Spagna, Irlanda e Paesi Bassi.
Il 13 gennaio 2020 Visa ha annunciato l'acquisizione di Plaid per 5,3 miliardi di dollari.

## Storia
Plaid è stata fondata nel 2013 da Zach Perret e William Hockey. La coppia ha inizialmente tentato di costruire prodotti per la gestione finanziaria dei consumatori, inclusi software per il budget e la contabilità. Di fronte alle difficoltà nel collegare i conti bancari richiesti per questi strumenti, hanno deciso di concentrare il proprio core business su un'API bancaria unificata.

## Finanziamenti
Alla fine del 2013, Plaid ha raccolto un seed round di $ 2,8 milioni da Spark Capital, Google Ventures e New Enterprise Associates. Nel 2014, hanno raccolto 12,5 milioni di dollari da New Enterprise Associates.
L'11 dicembre 2018, la società ha annunciato un round di serie C da 250 milioni di dollari con una valutazione di 2,65 miliardi di dollari. Il round di finanziamento è stato guidato da Mary Meeker, con Andreessen Horowitz e Index Ventures che si sono uniti come nuovi investitori. Hanno partecipato anche gli ex sostenitori Goldman Sachs, NEA e Spark Capital. Successivamente è stato rivelato da Plaid che sia Visa che Mastercard avevano investito nel round.

## Acquisizioni
Nel gennaio 2019, Plaid ha acquisito il concorrente Quovo per $ 200 milioni.
Il 13 gennaio 2020 Plaid ha annunciato di aver firmato un accordo definitivo per essere acquisito da Visa per 5,3 miliardi di dollari. L'accordo è stato il doppio della più recente valutazione della società in serie C di 2,65 miliardi di dollari, e si prevedeva che si sarebbe concluso nei prossimi 3-6 mesi, in base alla revisione normativa e alle condizioni di chiusura. Secondo l'accordo, Visa pagherebbe 4,9 miliardi di dollari in contanti e circa 400 milioni di dollari di retention equity e differita equity, secondo una presentazione preparata da Visa.
Il 5 novembre 2020, il Dipartimento di Giustizia degli Stati Uniti ha intentato una causa cercando di bloccare l'acquisizione, sostenendo che Visa è un monopolista che attraverso l'acquisizione di Plaid cerca di eliminare una minaccia competitiva. Visa ha comunicato che non è d'accordo con la causa e "intende difendere la transazione con forza".